# Hua Luogeng
En aquest nom xinès, el cognom és Hua.
Hua Luogeng (xinès: 华罗庚)  (Jintan, 12 de novembre de 1910 - Tòquio, 12 de juny de 1985) (en xinès tradicional: 華羅庚; en xinès simplificat: 华罗庚; en pinyin: Huà Luógēng; en Wade-Giles: Hua Lo-keng) va ser un matemàtic xinès nascut a Jintan, Jiangsu. Ell va ser el fundador i pioner de molts camps de la investigació matemàtica. Va escriure més de 200 papers i monografies, moltes de les quals van esdevenir clàssics. Des de la seva sobtada mort mentre feia una conferència a la Universitat de Tòquio, Japó, han sigut nomenats molts programes d'ensenyança secundària de matemàtiques.
Hua no va rebre una educació universitària formal. Encara que va rebre diversos doctorats honoris causa, ell mai va obtenir un títol oficial provinent de qualsevol universitat. De fet, la seva educació formal només constava de sis anys de primària i 3 anys d'escola intermèdia.

## Treballs
- Additive Theory of Prime Numbers (Translations of Mathematical Monographs : Vol 13).  Amer Mathematical Society, 1966. ISBN 0-8218-1563-6.
- Introduction to Number Theory.  Springer, 1987. ISBN 3540108181.
- Hua, Lo-keng. Starting with the Unit Circle: Background to Higher Analysis.  Berlín: Springer-Verlag, 1981. ISBN 0-387-90589-8.
- Loo-keng Hua: Selected Papers.  Berlín: Springer Verlag, 1983. ISBN 0-387-90744-0.